# Podocidaris sculpta
Podocidaris sculpta är en sjöborreart. Podocidaris sculpta ingår i släktet Podocidaris och familjen Arbaciidae. Inga underarter finns listade i Catalogue of Life.